# 余蛺蝶屬
余蛺蝶屬（學名：Temenis）是蛺蝶科苾蛺蝶亞科蔭蛺蝶族中的一屬。分佈於南美秘魯等地。

## 物種
- Temenis huebneri
- 黃褐余蛺蝶 Temenis laothoe
- 紅帶余蛺蝶 Temenis pulchra